# Оронткі-Дольне
Оронткі-Дольне (пол. Orątki Dolne) — село в Польщі, у гміні Жихлін Кутновського повіту Лодзинського воєводства.
Населення — 24 особи (2011).
У 1975-1998 роках село належало до Плоцького воєводства.

## Демографія
Демографічна структура станом на 31 березня 2011 року:
|          | Загалом | Допрацездатний вік | Працездатний вік | Постпрацездатний вік |
| -------- | ------- | ------------------ | ---------------- | -------------------- |
| Чоловіки | 12      | 0                  | 7                | 5                    |
| Жінки    | 12      | 2                  | 4                | 6                    |
| Разом    | 24      | 2                  | 11               | 11                   |